# Porte Saint-Martin
A Porte Saint-Martin (magyarul Szent Márton-kapu) 17. századi, párizsi diadalív, amely XIV. Lajos dicsőségét hirdeti.
1674-ben a Napkirály megbízta Pierre Bullet építészt, hogy Franche-Comtéban és a Rajnánál I. Lipót német-római császár felett aratott győzelmei emlékére emeljen egy újabb győzelmi kaput az V. Károly idejében épült, ekkor lebontott középkori városfal-részleten. A háromívű, Constantinus és Septimius Severus római császár diadalívére hasonlító építmény ma is a rue Saint-Martin és a rue du Faubourg Saint-Martin tengelyében áll, de a fal eltűnt mellőle; helyét ma a nagy boulevard-ok közül kettő (a boulevard Saint-Martin és a boulevard Saint-Denis) foglalja el.
Érdekesség, hogy a kapun feltűnik a meztelen Herkulesként ábrázolt XIV. Lajos is. Nem messze innen található a két évvel korábban, Bullet mestere, François Blondel által tervezett Porte Saint-Denis diadalíve. A kaput 1988-ban felújították.